# Oscypek

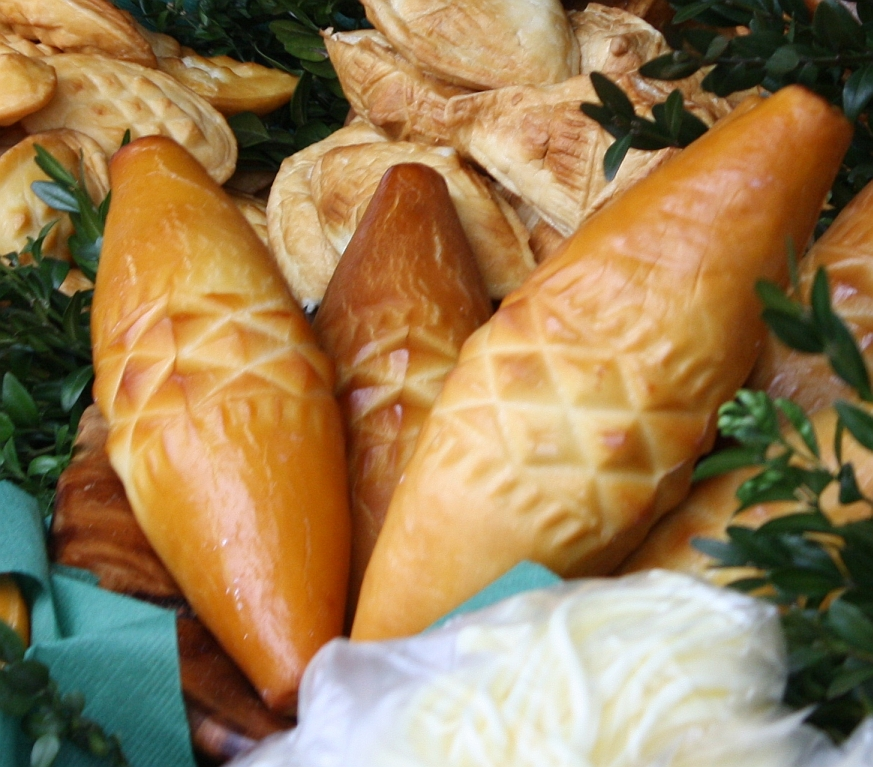
Oscypek

Oscypek oder Oszczypek (Plural: Oscypki bzw. Oszczypki) ist ein goralischer (also sowohl polnisch im Hinblick auf den zu Polen gehörenden nördlichen Teil der Vorkarpaten als auch slowakisch im Hinblick auf den zur Slowakei gehörenden südlichen Teil) elastischer Hartkäse aus Schafsmilch mit natürlicher Rinde. Dieser Käse wird schon seit Jahrhunderten nach einfachem Rezept hergestellt. Er wird in Bälle gepresst und zum Trocknen an der Decke von Berghütten aufgehängt und geräuchert. Der Käse hat einen salzigen Geschmack, einen Fettgehalt von 40 bis 60 % und reift zwei bis drei Monate.
Oscypki dürfen nur Käse genannt werden, die von Schafbauern in der Tatraregion (Podhale) von Zakopane hergestellt werden. Seit 2007 ist Oscypek auch eine EU-geschützte Herkunftsbezeichnung.
Ein sehr ähnlicher Schafsmilchkäse ist in der Slowakei als Oštiepok bekannt. Ähnliche polnische Käsesorten (allerdings aus Kuhmilch hergestellt) sind gołka und der kleinere redykołka.